# Šemovec
Šemovec is een plaats in de gemeente Trnovec Bartolovečki in de Kroatische provincie Varaždin. De plaats telt 920 inwoners (2001).